# Aloe pienaarii
Aloe pienaarii là một loài thực vật có hoa trong họ Măng tây. Loài này được Pole-Evans mô tả khoa học đầu tiên năm 1915.

## Hình ảnh

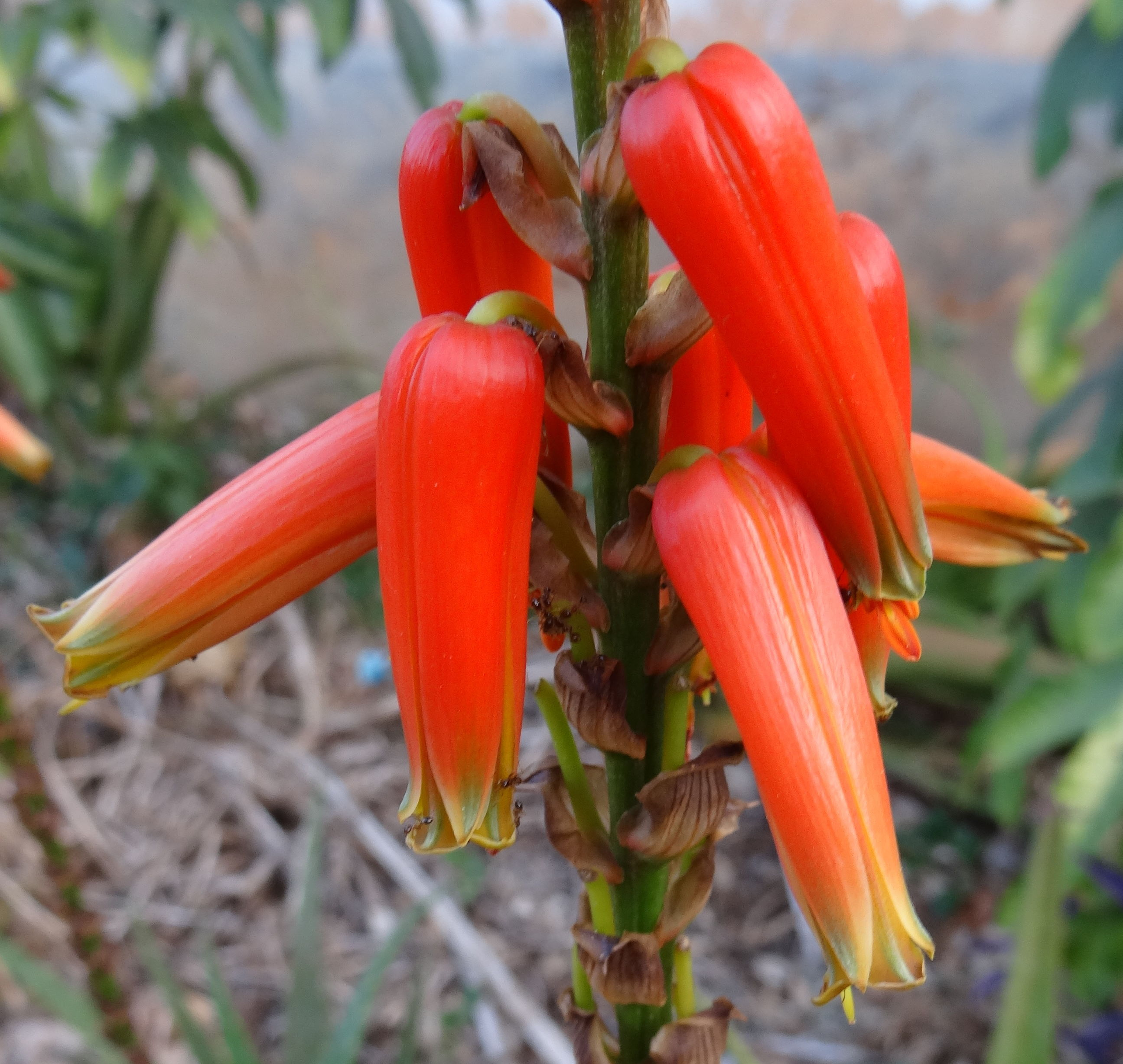